# Andreas Mayer
Andreas Mayer (Augsburgo, 8 de junho de 1716 – Greifswald, 19 de dezembro de 1782) foi um matemático, arquiteto, astrônomo e cartógrafo alemão.

## Formação e carreira
Filho do construtor e arquiteto de Augsburg Andreas Mayer († 1733). Foi inicialmente treinado por seu pai em topografia e arquitetura. Aos onze anos de idade frequentou o ginásio em sua cidade natal. Seis anos depois, em outubro de 1733, começou a estudar matemática e física na Universidade de Wittenberg com uma bolsa do Conselho de Augsburg. Seus professores incluíram Johann Matthias Hase e Johann Friedrich Weidler em matemática, Martin Gotthelf Löscher em física e Samuel Christian Hollmann em filosofia.
Em 1735 continuou seus estudos em Berlim, onde expandiu seus conhecimentos de astronomia com Christfried Kirch. No mesmo ano foi para a Universidade de Marburgo, onde conheceu Christian Wolff e assistiu suas aulas sobre metafísica. Em 1736 retornou à Universidade de Wittenberg e obteve um título de Magister em filosofia em 17 de outubro de 1736, orientado por Johann Kaspar Haferung. Em 19 e 20 de outubro de 1736, com a tese de infinitia curvarum subevolutis, obteve permissão para lecionar em universidades com o título Magister Legens. Após a tese apresentada em 3 de julho sob orientação de Hase de Phaenomenis Solis per Lunam recti & Lunae per umbram telluris obscurantae, foi aceito em 5 de julho de 1737 como professor adjunto na Faculdade de Filosofia.
Em 1741 foi recomendado por Wolff como professor de matemática e astronomia na Universidade de Greifswald, na época pertencente à Pomerânia sueca. Lá recebeu o cargo de professor de física em 1749 e lecionou neste cargo até sua morte. Em 1755 foi eleito membro estrangeiro da Academia de Ciências da Prússia.
Seu filho mais velho Johann Christoph Andreas Mayer foi médico particular do rei Frederico Guilherme II da Prússia. O filho mais novo, Ernst Friedrich Christian Mayer, tornou-se pastor em Königsberg (Prússia).

## Trabalho

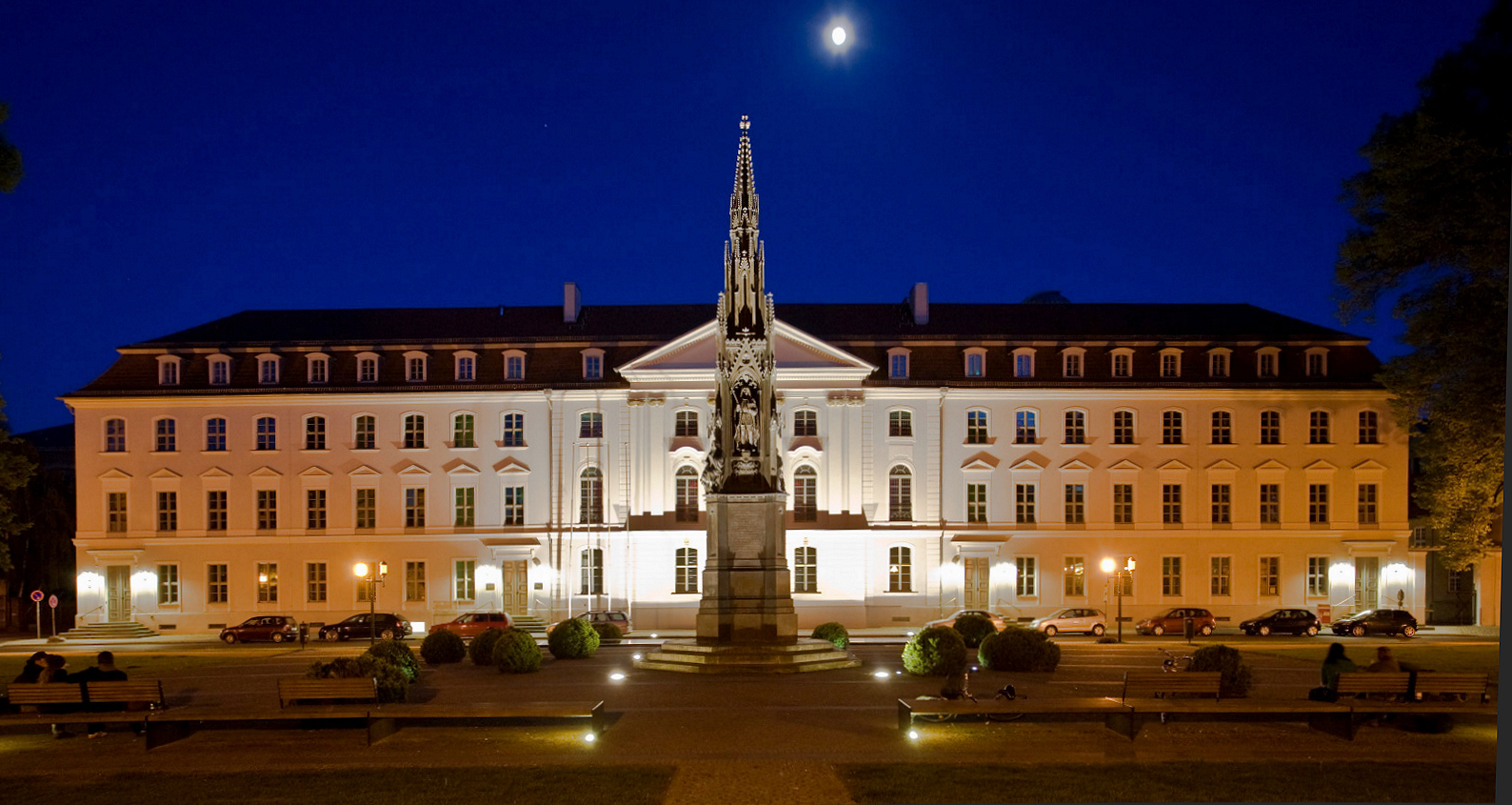
Edifício principal da universidade em Greifswald: projetado e construído de 1747 a 1750 por Andreas Mayer

O trabalho de Mayer foi amplamente moldado pela filosofia iluminista pragmática de Wolff. Atualmente é conhecido como o construtor do edifício principal barroco tardio da Universidade de Greifswald (1747-1750). Com ele como decano da faculdade de filosofia, a escritora Anna Christina Ehrenfried von Balthasar recebeu um grau de baccalaurea artium em 1750. Este é considerado um dos primeiros graus acadêmicos conferido a uma mulher nos países de língua alemã.
Mayer publicou desde 1747 o calendário anual Schwedisch-Pommersch Rügianischer Staatskalender em nome do governo sueco na Pomerânia. Além de cálculos astronômicos e uma representação cronológica de eventos mundiais, eclesiásticos e históricos do ano correspondente, o calendário também continha uma lista das pessoas encarregadas de cargos públicos na Pomerânia sueca.
Mayer cartografou a Pomerânia sueca e publicou o primeiro mapa confiável para esta região em 1769. Ele estabeleceu a astronomia científica na Universidade de Greifswald e iniciou o estabelecimento do primeiro observatório em Greifswald. Em 1775, por sua iniciativa, a primeira cátedra de astronomia em Greifswald foi concedida a seu aluno e mais tarde sucessor no cargo, Lambert Heinrich Röhl (1733-1790). Röhl foi o primeiro diretor do novo observatório.

## Obras
- Diss. de infinitia curvarum subevolutis. Wittenberg 1736
- Diss. de scapi contrahendi ratione. Wittenberg 1736
- Diss. Pro-Loco. Wittenberg 1737
- Diss. de praecipuis eclipsium Solis et Lunae a. 1737 imminentium phaenomenis. Wittenberg 1737
- Diss. de optima Scapi contrahendi ratione. Wittenberg 1738
- Elementa theologiae naturalis sacrarum litterarum doctrinia conformia, et ad ductum Christiani Wolfii adornata. Halle 1739
- Oratío de augustissimi ac potentissimi Regis ac Domini Friderici I, Suecorum, Gothorura et Vandalorum, Regis etc. meritis' in universam mathesin. Greifswald 1741
- Progr. de regulis, ad quas scientiarum usus et praestantia exigí debet. Greifswald 1742
- Diss. de secundo telluris nostrae satellite. Greifswald 1742
- Progr. ad observandum Phaenomena Lunae per umbram telluris d. 30 Augusti 1746 obscuratae. Greifswald 1746
- Progr. de flammarum ardentium sensu hieroglyphico. Greifswald 1747
- Progr. de angelorum lingua. Greifswald 1747
- Progr. de gloria Domini pastoris circumfulgente. Greifswald 1747
- Progr. de triduo inter mortem Christi et resurrectionem. Greifswald 1747
- Progr. Phaenomena Solís d. 25 Jul. 1748 a Luna tecti. Greifswald 1748
- Progr. de obligatíone hominum ad philosophandum. Greifswald 1750
- Progr. Phaenomena defectus lunaria d. 8 Jul. 1751. Greifswald 1751
- Invitado ad Solstitii observationem ope gnomonis astronomici. Greifswald 1751
- Num tempestatum futurarum praenuntiandarum satis fundata dentur argumenta. Greifswald 1756
- Dessein du nouveau College de l’Academie Royale a Greifswalde etc. Greifswald 1755 7 Kupferplatten in fol.
- Progr. de praeclaris in Academiam ab optimo Rege collatís, beneficiis. Greifswald 1762
- Observationes Veneris Gryphiswaldenses, quibus adiecta est M. Lamberti Henrici Roehlii, Reg. obs. Astron. Observationis suac de transitu Veneris per Solem expositio. Greifswald 1762
- Pomeraníae anterioris Suedicae ac Principatus Regiae Tabula nova. Greifswald 1763
- Diss. de deviatione et reciprocatione penduli. Greifswald 1767
- Progr. de artium discrimine in liberales et illiberales. Greifswald 1773
- Entwurf der Grundregeln von der sparsamen Anwendung des Bauholzes. Greifswald 1776
- Diss. sistens acus inclinatoriae phaenomena. Greifswald 1777
- Om Greifswalds Stads Geographiska belägenhet. In: Stockholms Wetenskamps – Academiens Handlingar T. XVII (1759)